# Фронтино
Фронтѝно (на италиански: Frontino, на местен диалект Fruntìn, Фрунтин) е село и община в Централна Италия, провинция Пезаро и Урбино, регион Марке. Разположено е на 519 m надморска височина. Населението на общината е 314 души (към 2010 г.).